# Pektolith
Pektolith, gelegentlich auch Pectolit(h) bzw. Pecktolit geschrieben oder unter der synonymen Bezeichnung Gonsogolit, Stellite und Alaska Jade bekannt, ist ein eher selten vorkommendes Mineral aus der Mineralklasse der „Silikate und Germanate“ mit der chemischen Zusammensetzung Ca2Na[Si3O8OH] und ist damit chemisch gesehen ein basisches Calcium-Natrium-Silikat. Strukturell gehört Pektolith zu den Ketten- und Bandsilikaten.
Pektolith kristallisiert im triklinen Kristallsystem und entwickelt häufig faserige bis stängelige Kristalle in paralleler oder radialstrahliger Anordnung.
Bekannt ist vor allem die als Schmuckstein verwendete, blauweiß gewolkte Varietät Larimar.

## Etymologie und Geschichte
Erstmals beschrieben wurde Pektolith 1828 durch Franz von Kobell, der das Mineral bei Sano, einem Ortsteil der italienischen Gemeinde Mori in der Provinz Trient (Region Trentino-Südtirol), an den nordöstlichen Ausläufern des zum Monte Baldo gehörenden Monte Altissimo di Nago fand. Er benannte es nach den altgriechischen Worten πηκτός pektos für „geronnen“ oder „aus verschiedenen Teilen entstanden“ und λίθος lithos für Stein.

## Klassifikation
Bereits in der veralteten, aber noch gebräuchlichen 8. Auflage der Mineralsystematik nach Strunz gehörte der Pektolith zur Mineralklasse der „Silikate und Germanate“ und dort zur Abteilung der „Kettensilikate und Bandsilikate (Inosilikate)“, wo er zusammen mit Bustamit, Cascandit, Denisovit, Ferrobustamit, Foshagit, Jennit, Serandit, Tanohatait, Vistepit und Wollastonit die “Wollastonitgruppe” mit der System-Nr. VIII/F.18 bildete.
Die seit 2001 gültige und von der IMA verwendete 9. Auflage der Strunz’schen Mineralsystematik ordnet den Pektolith ebenfalls Abteilung der „Ketten- und Bandsilikate“ ein. Diese ist allerdings weiter unterteilt nach der Struktur der Kettenbildung, so dass das Mineral entsprechend seinem Aufbau in der Unterabteilung „Ketten- und Bandsilikate mit 3-periodischen Einfach- und Mehrfachketten“ zu finden ist, wo es zusammen mit Bustamit, Ferrobustamit, Sérandit, Tanohatait und Wollastonit die “Wollastonitgruppe” mit der System-Nr. 9.DG.05 bildet.
Auch die Systematik der Minerale nach Dana ordnet den Pektolith in die Klasse der „Silikate und Germanate“ und dort in die Abteilung der „Kettensilikatminerale“. Hier ist er ebenfalls in der „Wollastonitgruppe“ mit der System-Nr. 65.02.01 innerhalb der Unterabteilung „Kettensilikate: Einfache unverzweigte Ketten, W=1 mit Ketten P=3“ zu finden.

## Kristallstruktur
Pektolith kristallisiert triklin in der Raumgruppe P1 (Raumgruppen-Nr. 2) mit den Gitterparametern a = 7,98 Å; b = 7,02 Å; c = 7,02 Å; α = 90,5°; β = 95,1° und γ = 102,5° sowie 2 Formeleinheiten pro Elementarzelle.

## Eigenschaften

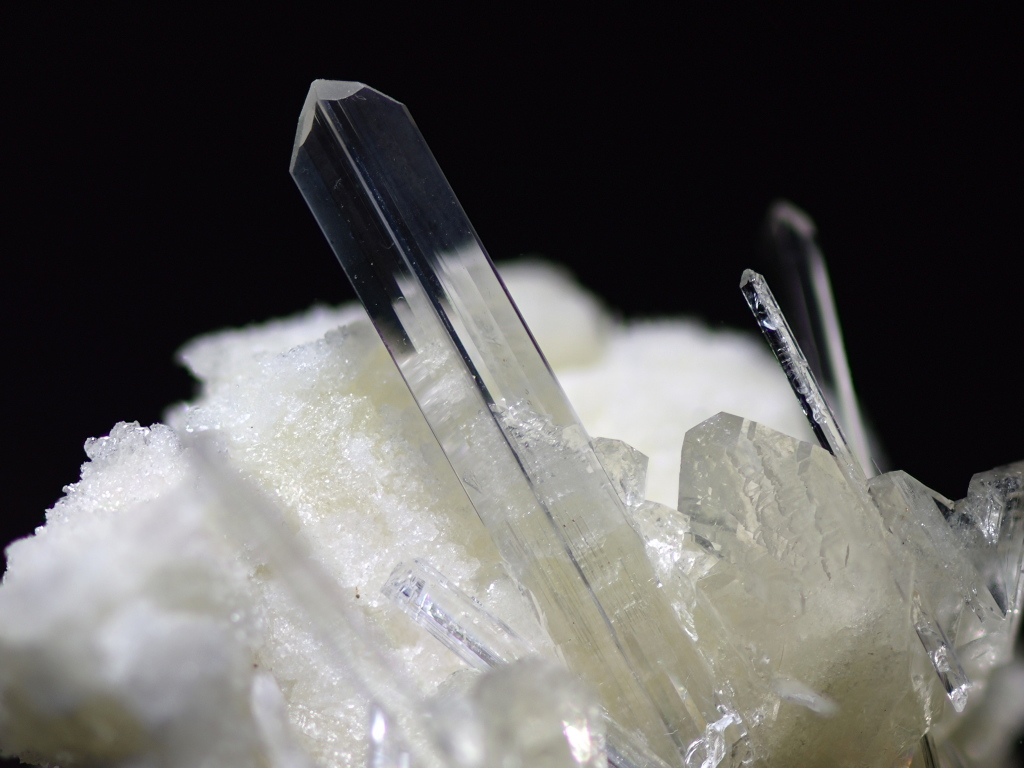
Wasserklarer, durchsichtiger Pektolith aus der Grube Poudrette, Mont Saint-Hilaire, Rouville, Montérégie, Québec, Kanada

Reiner Pektolith ist farblos und durchsichtig. Durch vielfache Lichtbrechung aufgrund von Gitterbaufehlern oder polykristalliner Ausbildung kann er aber auch weiß erscheinen und durch Fremdbeimengungen eine grauweiße, gelbliche, rosa oder selten auch blaugrüne Farbtönung annehmen, wobei die Transparenz entsprechend bis zur Undurchsichtigkeit abnimmt. Sichtbare Kristallflächen weisen einen glasähnlichen Glanz auf, nadelige und faserige Mineral-Aggregate dagegen eher Perl- oder Seidenglanz.
In seinen Eigenschaften ist Pektolith dem Wollastonit und dem Bustamit sehr ähnlich.

## Modifikationen und Varietäten

### Larimar

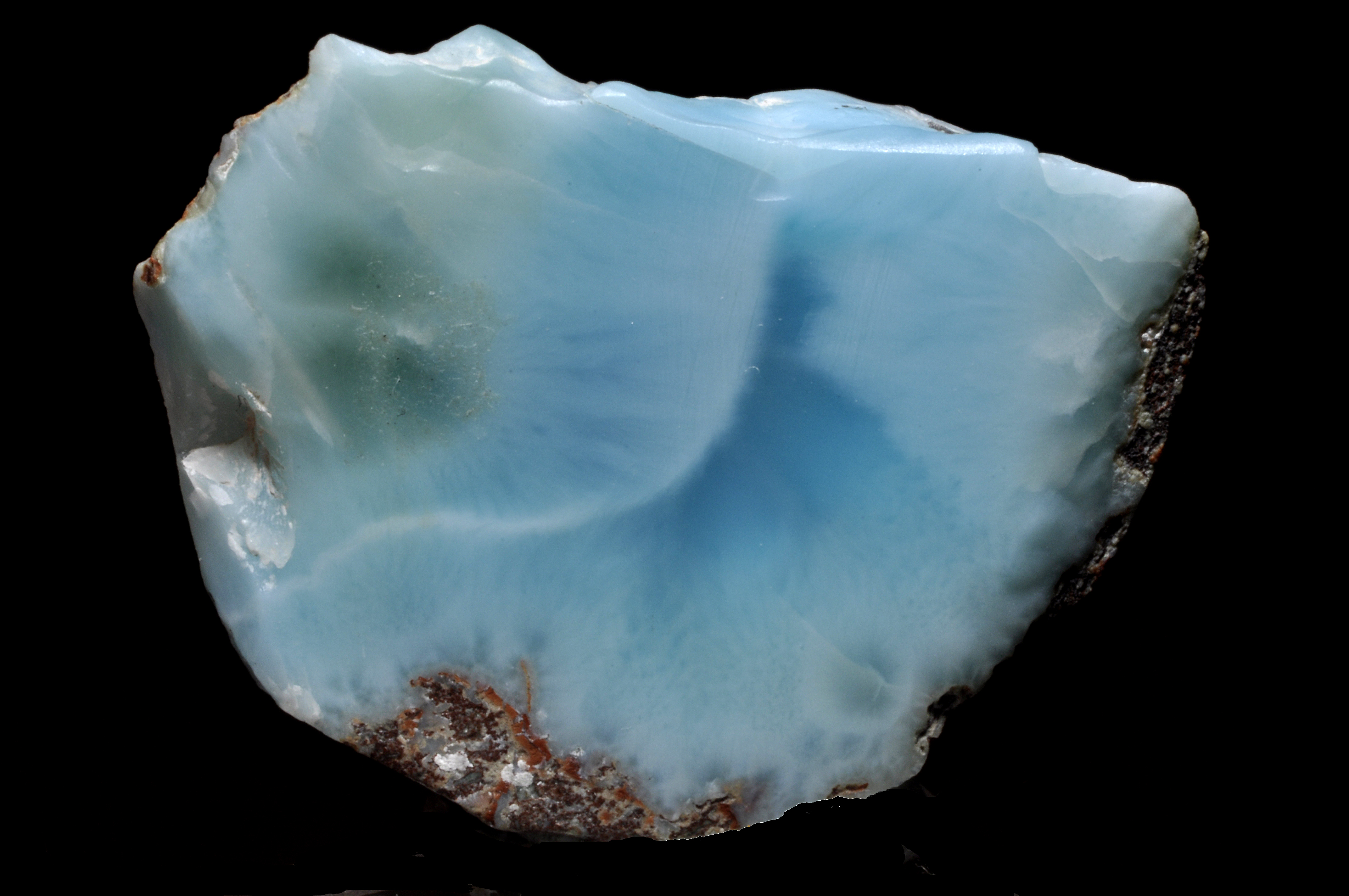
Varietät Larimar aus der Dominikanischen Republik

Larimar ist eine cobalthaltige, blau-weiß gewolkte Varietät des Pektolith, die bisher (Stand: 2010) nur an zwei Fundorten nachgewiesen werden konnte: in einem umgewandelten, ultrabasischen Vulkanit auf der Halbinsel Barahona in der Dominikanischen Republik und am „Fittà“ bei Soave in Italien. Larimar hat nichts mit dem ebenfalls auf Hispaniola vorkommenden blauen Bernstein zu tun, der mitunter in den gleichen Betrieben in Puerto Plata und in gleicher Weise verarbeitet wird wie Pektolith.
Larimar wurde erst 1974 entdeckt (dass der Larimar bereits den Ureinwohnern der Insel bekannt gewesen sein soll, ist eine Legende) und wird seit Anfang der 1980er Jahre als Schmuckstein kommerziell genutzt. Gegenüber dem weißen Pektolith ist der Larimar härter (bis 6 auf der Mohs’schen Skala) und tritt ausschließlich in dichten, feinkristallinen Aggregaten auf. Die himmelblaue Farbe beruht auf geringen Spuren von Vanadium (nicht auf Kupfer, da es nachweislich kupferfreie Larimare gibt); daneben kommen grünliche Abarten vor, deren Farbe vermutlich nur auf Gitterfehler zurückzuführen ist.

### Andere
- Osmelith, entdeckt von August Breithaupt und benannt aufgrund seines Geruchs nach Ton, ist eine dünnstängelige bis faserige Pektolithvarietät aus Niederkirchen nahe Wolfstein.[8]
- Schizolith ist eine manganhaltige Pektolithvarietät[6]
- Stellit ist ein von Thomson in Kilsyth (Schottland) entdecktes Aggregat aus sternförmig-strahlig gewachsenen Kristallen von weißer Farbe und perlmuttartigem Glanz. Nach Analysen durch Heddle und Greb stellte sich das Material als identisch mit Pektolith heraus.[9]

## Bildung und Fundorte

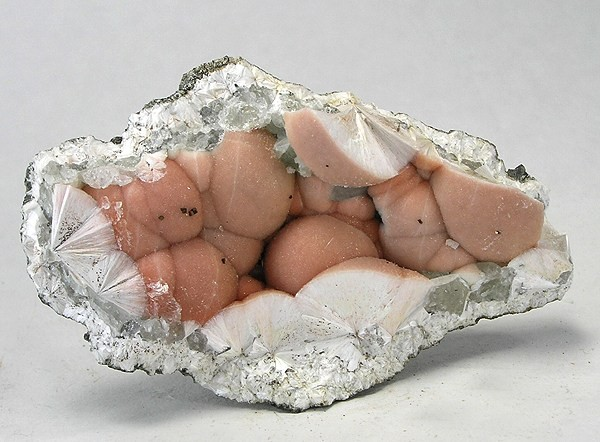
Sphärolithischer, rosafarbener Pektolith aus New Jersey, USA

Pektolith bildet sich entweder primär in Nephelin-Syeniten oder hydrothermal in Spalten, Klüften oder Drusen basaltischer Eruptivgesteine. Er tritt häufig in Paragenese mit verschiedenen Zeolithen, Datolith und Prehnit auf.
Als eher seltene Mineralbildung kann Pektolith an verschiedenen Fundorten zum Teil zwar reichlich vorhanden sein, insgesamt ist er aber wenig verbreitet. Als bekannt gelten bisher (Stand: 2017) rund 400 Fundorte. Neben seiner Typlokalität Monte Baldo wurde das Mineral in Italien noch an mehreren Orten im Aostatal, Ligurien, Piemont, Trentino-Südtirol und Venetien sowie im Val Malenco in der Provinz Sondrio (Lombardei) und in der Gemeinde Castelnuovo di Val di Cecina (Toskana) gefunden.
In Deutschland trat Pektolith unter anderem im Schwarzwald und am Kaiserstuhl in Baden-Württemberg; bei Gladenbach und Steinperf in Hessen; im Sauerland in Nordrhein-Westfalen sowie bei Niederkirchen, Bisterschied und Wolfstein in Rheinland-Pfalz auf.
Erwähnenswert aufgrund außergewöhnlicher Pektolithfunde ist unter anderem West Paterson im Passaic County (New Jersey) in den Vereinigten Staaten von Amerika (USA), wo nadelige und kugelförmige Aggregate von bis zu 18 cm Durchmesser zutage traten. Bis zu 5 cm lange, prismatische Kristalle konnten am Mont Saint-Hilaire in der kanadischen Provinz Québec geborgen werden.
Weitere Fundorte sind Australien, Brasilien, China, Dänemark, die Dominikanische Republik, Finnland, Frankreich, Griechenland, Grönland, Irland, Japan, Madagaskar, Marokko, Mexiko, Neuseeland, Norwegen, Polen, Russland, Schweden, Südafrika, Tadschikistan, Tschechien, das Vereinigte Königreich (Großbritannien) sowie weitere Orte in den bereits erwähnten Ländern Kanada und USA.

## Verwendung

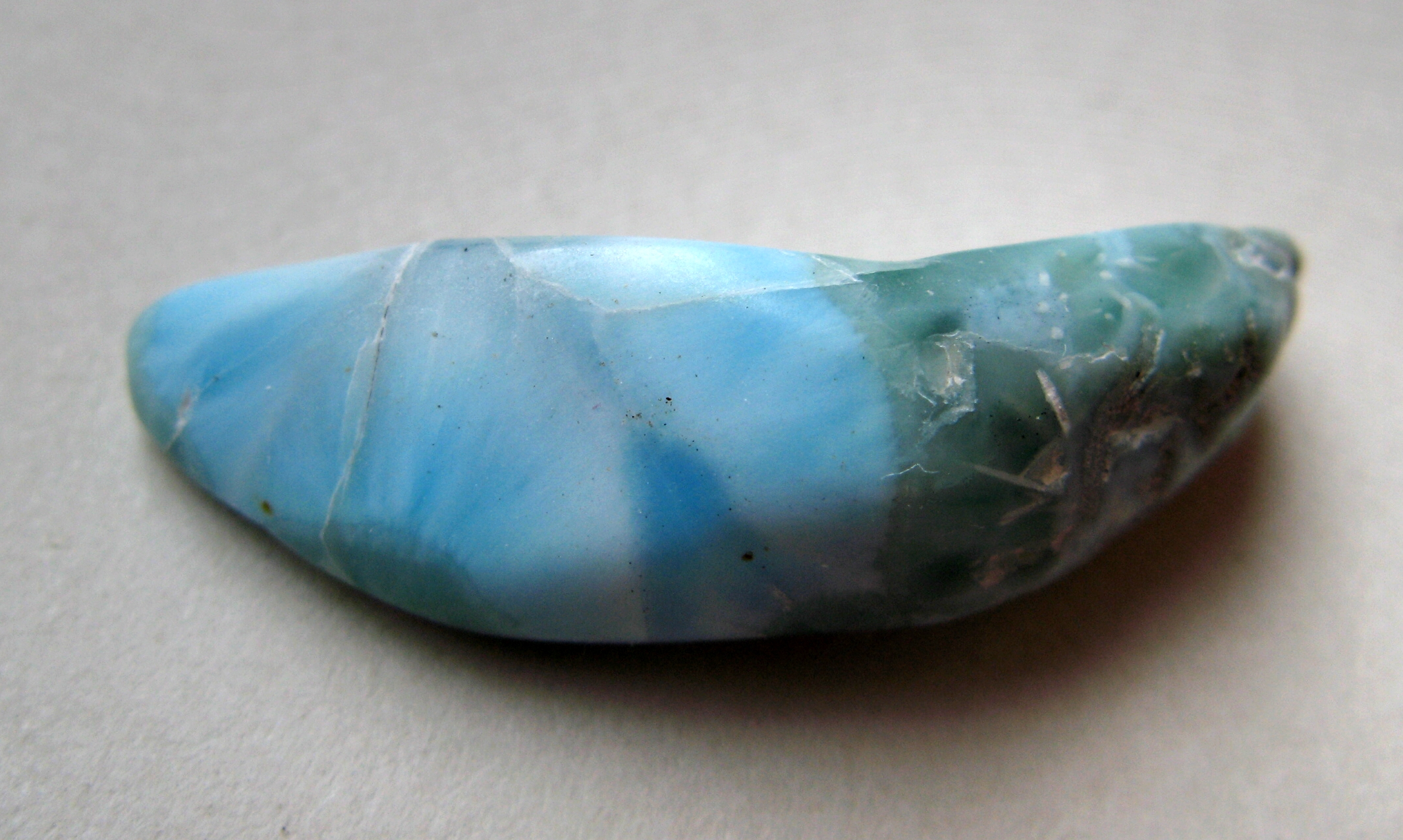
Larimar als Trommelstein

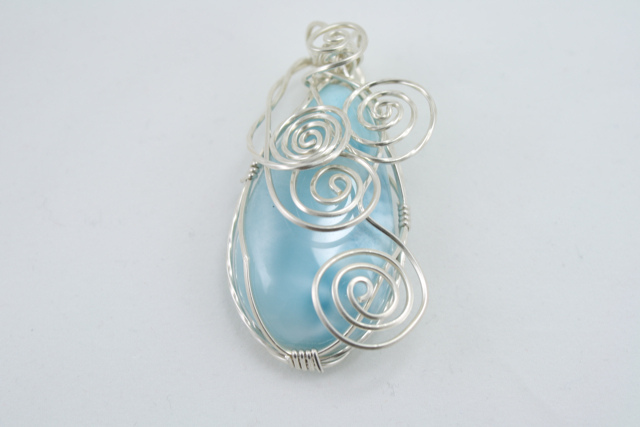
In Silber gefasster Larimar-Cabochon

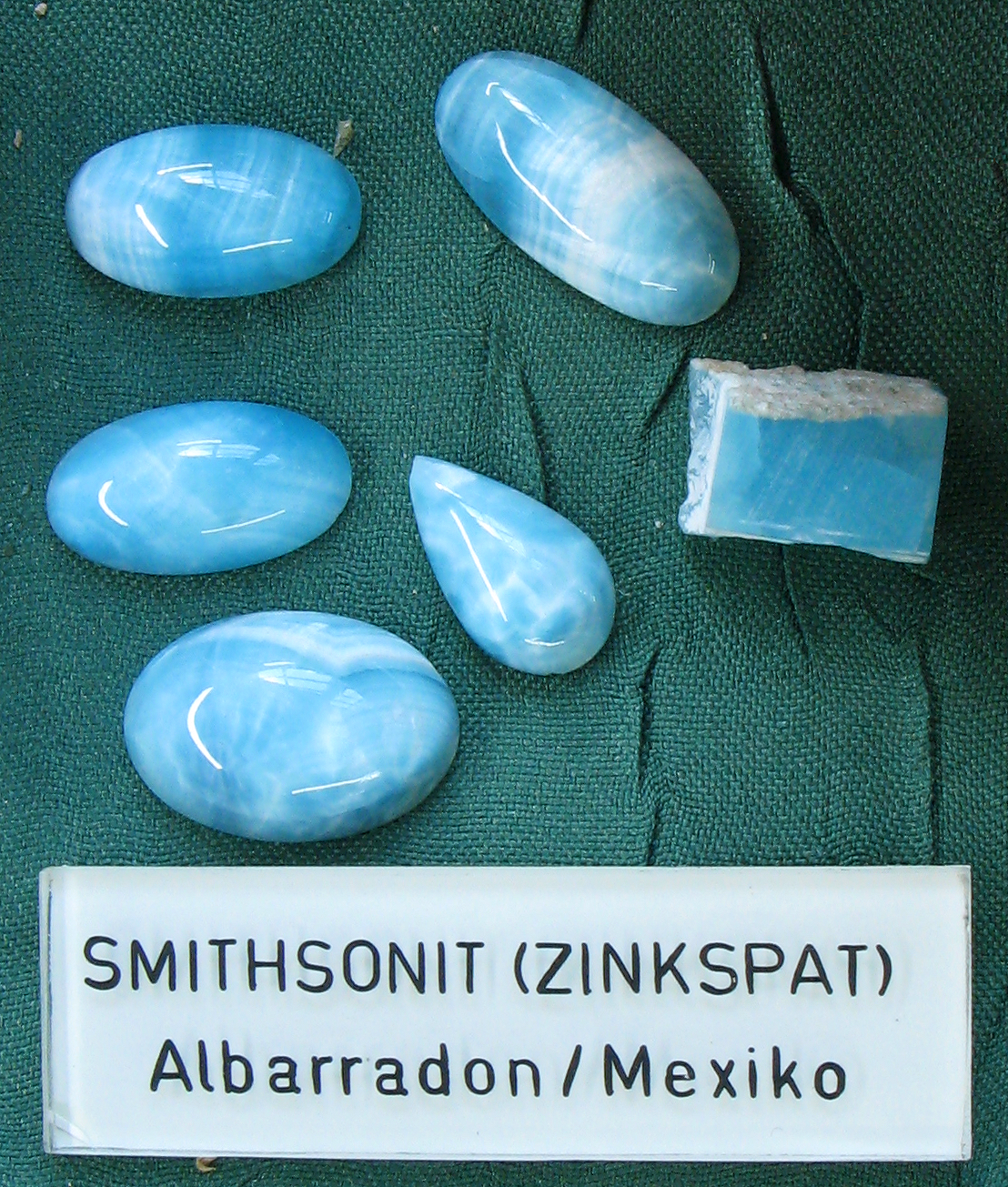
Im Gegensatz dazu blauer Smithsonit

Der Pektolith selbst hat keine unmittelbare wirtschaftliche Bedeutung. Seine Varietät Larimar ist allerdings aufgrund seines blauweißen, wolkigen Aussehens ein recht beliebter Schmuckstein, dessen Farbenspiel am besten im Cabochon-Schliff zur Geltung kommt.
Aufgrund seiner Seltenheit ist Larimar ein entsprechend teurer Schmuckstein. Gelegentlich sind daher Fälschungen von Larimar bekannt geworden, so unter anderem aus Glas und Porzellan. Zudem kann Larimar leicht mit optisch ähnlichen und bläulich gefärbten Mineralen wie hellblauem Aragonit, Calcit, Hemimorphit, Smithsonit und Türkis verwechselt werden.